# Eduard Miloslavić

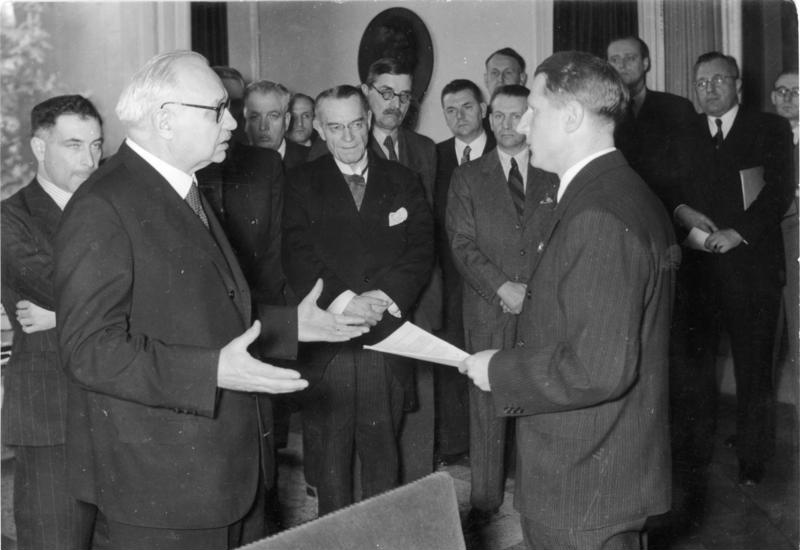
Prof. Miloslavić na spotkaniu członków Międzynarodowej Komisji z ministrem zdrowia Rzeszy w Berlinie, 1943 r. (Prof. Miloslavić stoi 4. od lewej)

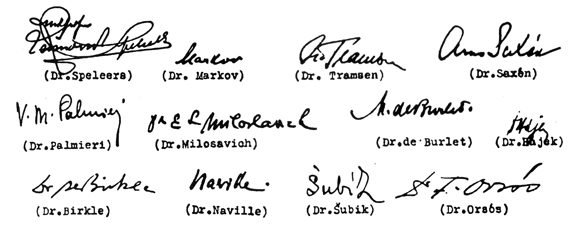
Podpis prof. Miloslavićia pod protokołem końcowym Międzynarodowej Komisji Katyńskiej, 1943 r.

Eduard Luco Miloslavić (Edward Lucas Miloslavich, ur. 1884, zm. 1952) – chorwacki profesor patologii, jeden z dwunastu lekarzy, którzy w kwietniu 1943 r. udali się w składzie Międzynarodowej Komisji do Katynia, aby osobiście dokonać sekcji zwłok zamordowanych polskich oficerów i ustalić czas popełnienia zbrodni.

## Życiorys
Eduard Miloslavić urodził się w 1884 r. w Oakland w Kalifornii. Wraz z rodziną, która wcześniej wyemigrowała z Dubrownika w Królestwie Dalmacji do USA, powrócił do ojczyzny w 1889 r. Studiował medycynę na Uniwersytecie w Wiedniu, gdzie został profesorem patologii. W 1920 r. na zaproszenie Uniwersytetu Marquette w Milwaukee wyjechał ponownie do USA. W latach 1927–1932 pracował jako doradca medyczno-prawny prokuratury w Milwaukee i uczestniczył w badaniu przestępstw popełnionych przez gang Al Capone. Był jednym z założycieli Międzynarodowej Akademii Medycyny Sądowej. Po powrocie do Jugosławii w 1932 r. został profesorem i dyrektorem Instytutu Medycyny Sądowej i Kryminalistyki Uniwersytetu w Zagrzebiu (1934-1944). W 1943 r. przebywał w Katyniu dokonując sekcji zwłok zamordowanych oficerów WP. W 1944 r. powrócił do Ameryki, gdzie kierował Wydziałem Patologii szpitala De Paul w St. Louis. Opublikował liczne prace z zakresu medycyny sądowej i patologii, zarówno w Europie jak i w USA. W latach 1951–1952 wziął udział w przesłuchaniach Komisji Senatu USA w sprawie zbrodni katyńskiej, potwierdzając winę Sowietów. W komunistycznej Jugosławii skazany na karę śmierci in absentia za złożenie zeznań obciążających ZSRR winą za zbrodnię katyńską. Był zdecydowanym przeciwnikiem aborcji i eutanazji. Zmarł w 1952 r.